# Hélder Pelembe
Hélder Pelembe (Nampula, 20 de setembro de 1987) é um futebolista profissional moçambicano que atua como atacante.

## Carreira
Hélder Pelembe integrou a Seleção Moçambicana de Futebol no Campeonato Africano das Nações de 2010.